# Łuszczanów
Łuszczanów – wieś sołecka w Polsce położona w województwie wielkopolskim, w powiecie jarocińskim, w gminie Jarocin.
W latach 1975–1998 miejscowość administracyjnie należała do województwa kaliskiego.
3 listopada 1918 w miejscowości urodził się Stanisław Hudak – poseł na Sejm PRL w latach 1957-1961, działacz społeczno-polityczny i  gospodarczy we Wrześni.